# Schwazer Bergbuch

Schwazer Bergbuch — Швацька гірнича книга.

«Schwazer Bergbuch» («Швацька гірнича книга») — одна з основних, фундаментальних гірничих книг 16 століття. Видана 1556 року. «Швацька гірнича книга» втілила в собі багаторічний досвід розробки багатих срібних родовищ Шваца (Тіроль, Австрія) і набула значної популярності серед гірників Священної Римської Імперії.
Історична книга-пам'ятка гірництва.